# Humières
Humières é uma comuna francesa na região administrativa de Altos da França, no departamento de Pas-de-Calais. Estende-se por uma área de 6,81 km². Em 2010 a comuna tinha 226 habitantes (densidade: 33,2 hab./km²).